# Calle 103 (línea de la Octava Avenida)
La Calle 103 es una estación en la línea de la Octava Avenida del Metro de Nueva York de la B del Brooklyn-Manhattan Transit Corporation. La estación se encuentra localizada en Upper West Side, Manhattan entre la Calle 103 y la Calle Central Park. La estación es servida en la madrugada por los trenes del Servicio , los días de semana hasta las 11:00pm por el servicio  y por el día y las noche a excepción de las madrugadas por el servicio .